# 丹佛輻合渦度帶
丹佛輻合渦度帶（英語：Denver Convergence Vorticity Zone，縮寫：DCVZ）是一條在丹佛市郡以東形成的輻合帶，長度約50至100公里，為南北走向。此一現象在1981年丹佛地區大規模爆發龍捲風而被提出。此現象被用以解釋該地區容易產生噴流與龍捲風，儘管有一部份科學家認為丹佛輻合渦度帶是一種獨特的天氣現象，但仍被認為其與丹佛氣旋效應有關。

## 特徵
當一個低層為暖濕空氣的氣團向東南方移動至帕默分水嶺並與位於科羅拉多州以東的冷鋒匯集時，即成丹佛輻合渦度帶的基本生成條件，若暖濕空氣與洛磯山脈的西北風相遇，其可能會匯聚而增強為氣旋性渦度。1981年至1989年所進行的一份研究顯示，丹佛輻合渦度帶在5月至8月的對流產生旺季中，佔了約三分之一的時間形成。

## 對丹佛地區的龍捲風作用
多項研究紀錄了丹佛輻合渦度帶對丹佛地區龍捲風爆發時產生的作用，其中一項研究利用20世紀80年代的氣候數據指出，6月形成較強的丹佛輻合渦度帶造成區域性的龍捲風產生的機率約為百分之七十。

## 釋義
1. ↑  輻合係指空氣匯聚的現象，其中又可分為「氣旋式輻合」和「切變式輻合」二種：在地面，空氣在科里奧利力、氣壓梯度力、地形摩擦力以及離心力之共同作用下，以逆時針通過等壓線，呈螺旋式向低壓中心推進，形成風。若低壓中心有閉合等壓線（例如熱帶氣旋），則因角動量守恆，離心力加大，而進一步平衡氣壓梯度力，於是產生旋風。同時空氣被迫抬升，空氣上升後地面氣壓便會進一步下降，此即「氣旋式輻合」。而「切變式輻合」則是二種不同風向的氣流輻合，而使空氣因壓迫抬升，這種切變式的輻合通常出現於鋒面或低壓槽處，和前者輻合的分別只是氣旋式的風向變化比較不明顯[1]。

## 外部連結
- （英文） A Subsynoptic Analysis of the Denver Tornadoes of 3 June 1981
- （英文） Observations of the DCVZ Using Mobile Mesonet Data（页面存档备份，存于） (Albert E. Pietrycha 與 Erik N. Rasmussen著)